# Casa, Arkansas
Casa là một thị trấn thuộc quận Perry, tiểu bang Arkansas, Hoa Kỳ. Năm 2010, dân số của thị trấn này là 171 người.

## Dân số
- Dân số năm 2000: 209 người.
- Dân số năm 2010: 171 người.